# 1650
1650 (MDCL) a fost un an comun al calendarului gregorian, care a început într-o zi desâmbătă.

## Evenimente
- Prima mențiune documentară despre rom, în Barbados.

## Nașteri
- 27 aprilie: Charlotte Amalie de Hesse-Kassel, regină a Danemarcei și Norvegiei (d. 1714)
- 26 mai: John Churchill, Duce de Marlborough (d. 1722)
- 14 noiembrie: William al III-lea al Angliei (d. 1702)
- 19 noiembrie: Heinrich, Duce de Saxa-Römhild (d. 1710)

### Nedatate
- Antim Ivireanul (n. Andrei Ivireanul), tipograf georgian, gravor, ierarh în Țara Românească (d. 1716)

## Decese
- 11 februarie: René Descartes, 53 de ani, filozof francez (n. 1596)